# Здравље у Босни и Херцеговини
Здравље у Босни и Херцеговини је било погођено Балканским ратом почетком 1990-их, током којег је Босна и Херцеговина прогласила своју независност. Босна се суочила са многим изазовима током рата, укључујући бомбардовања широм земље која су уништила велики дио инфраструктуре. Паралелни режими су преузели Босну и преокренули земљу нагазним минама, мецима и бомбардовањем. Рат је раселио преко 800.000 избеглица и убио преко 100.000 људи. Рат у Босни се такође састојао од етничког "чишћења" босанских Муслимана које су покренули босански Срби, што је укључивало задржавање Бошњака у концентрационим логорима. Рат је завршен укључивањем НАТО-а и Дејтонским споразумом 1995. Дејтонски споразум признаје Босну и Херцеговину као демократску земљу и земља се креће ка основним принципима који то прате, као што су грађанска права и једнакост. Током рата стандарду здравља се посвећивала минимална пажња, а главни проблеми јавног здравља, као што су контрола штеточина, хигијена, дезинфекција и увозни и извозни програми, су прекинути или обустављени. Рат је на много начина утицао на Босну. Ратом разорена земља не само да је изгубила велики део инфраструктуре, већ су погођени и економија и државни систем. Процењује се да још увек има хиљаде људи који живе као избеглице и да велики део становништва и даље спада у категорију избеглица или расељених лица Високог комитета Уједињених нација за избеглице. Недостаци садашњег система здравствене заштите укључују недостатак комуникације између домова здравља, недостатак вјештина и недостатак стандарда који су јединствени у цијелој земљи.
Иницијатива за мјерење људских права сматра да Босна и Херцеговина испуњава 70,1% онога што би требала испунити за право на здравље на основу нивоа својих прихода. Када се посматра право на здравље дјеце, Босна и Херцеговина остварује 99,6% онога што се очекује на основу својих тренутних прихода. У погледу права на здравље одраслог становништва, земља остварује само 95,6% очекиваног на основу нивоа прихода у земљи. Босна и Херцеговина спада у "веома лошу" категорију када се оцјењује право на репродуктивно здравље јер нација испуњава само 15,0% онога што се очекује да нација постигне на основу ресурса (прихода) којима располаже.

## Здравствени проблеми
Рат је резултирао нижим социо-економским статусом грађана БиХ, изазвао нове здравствене проблеме, изазвао епидемиолошке промјене и промијенио фокус заједнице. Неки од фактора животне средине који су утицали на здравље укључују ограничена места за одлагање смећа, несташицу воде и уништење инфраструктуре. Пушење је велики проблем, као и повећана употреба дрога и алкохола након рата. Посттрауматски стресни поремећај (ПТСП), као и друге психолошке трауме, појавили су се у великом броју након рата. Рат у Босни се разликовао од других савремених ратова у смислу главног узрока смрти. Обично је случај да је водећи узрок смрти цивила избијање заразне болести, али у Босни и Херцеговини је водећи узрок смрти била ратна траума.
У 2015. години процењено је да 12,01% становништва има дијабетес, што кошта око 523 долара по особи годишње. Имала је четврту највећу стопу мушких пушача у Европи - 47%.

### Психолошке трауме и поремећаји
Рат је резултирао повећаним бројем психичких траума и поремећаја. Ово може довести до тога да се појединац суочи са проблемима у радној снази, као иу личном и породичном животу, па чак може довести и до самоубиства. Тренутно у Босни психијатријско и неуролошко одељење су само једно одељење, без разлике између њих. Ово може изазвати проблеме између пацијената, као и недостатак специјализације када је у питању лечење. Посттрауматски стресни поремећај је све већи поремећај у послератној земљи, али постоји врло мало лечења или фокуса на болест. Већина третмана се обавља преко невладиних организација (НВО), које ће на крају напустити Босну и Херцеговину.

## Проблеми
Нека од питања са којима се Босна тренутно суочава у смислу побољшања свог здравственог система како би се позабавила растућим здравственим проблемима укључују чињеницу да нема довољно техничке инфраструктуре и управљачких капацитета да изазову промјене у кратком року. Такође постоји слаб регулаторни процес, као и недостатак комуникације између локалног и централног нивоа система здравствене заштите. Земља такође још увек прима помоћ из међународних извора којима такође недостаје координација између међународних и локалних служби и неге; два извора не функционишу као један, већ као два одвојена пружаоца неге.
Према неким стручњацима, програми које су покренуле невладине организације, Уједињене нације и НАТО, да споменемо само неке, више су се фокусирали на дугорочне ефекте уместо на дугорочне и краткорочне реформе. На многим местима програми су се фокусирали на академско окружење, ради побољшања медицинског знања и школа, пре него што су људи имали приступ основним потребама јавног здравља, као што је чиста вода.

## Реформе и програми
Здравствени програм Федерације из 1994. године имплементиран је као дио реформског процеса. Ово је укључило сет предлога Министарства здравља и креирала два нова закона, Закон о здравственој заштити и Закон о здравственом осигурању. Закон о здравственој заштити фокусира се на пружање услуга и модел породичне медицине. Закон о здравственом осигурању осигурава да свако лице добија основни пакет здравствене заштите без обзира на приходе и расположива средства. Програм који је покренуо Национални истраживачки савјет, под називом "Траума и помирење у Босни и Херцеговини", фокусиран је на провођење истраживања уз укључивање међукултуралног искуства за америчке и босанске стручњаке. Програм је организовао састанке са професионалцима из различитих организација, укључујући невладине организације, дечје домове и женске организације како би стекли локалну перспективу о томе шта треба да се уради да би се помогло у решавању растућих здравствених проблема услед ратних траума. Закључили су да је око 18%-38% становника патило од ПТСП-а током или након рата. Други програми, као што су они које организује Доктор без граница, Харвардски програм трауме за избеглице и Међународни центар за психосоцијалну трауму Универзитета Мисури-Колумбија, покренути су са циљем да помогну у пружању даљег образовања породичним лекарима када су у питању трауме и психолошких проблема. Швајцарска агенција за развој и сарадњу (СДЦ) такође је водила програм „Ментално здравље“ како би помогла у решавању проблема трауме са којима би се ова угрожена популација могла суочити. Овај програм рјешава проблем тако што пружа финансијску подршку за друге пројекте и реформе које се спроводе, пружа додатну обуку за стручњаке и помаже у рјешавању стигме у јавности која је повезана са питањима менталног здравља. Програм "Ментално здравље" обухвата преко 55 општина широм Босне и фокусира се на помоћ у борби против негативне стигме повезане са менталним здрављем и позива људе да потраже помоћ.